# Vieilles-Maisons-sur-Joudry
Vieilles-Maisons-sur-Joudry é uma comuna francesa na região administrativa do Centro, no departamento Loiret. Estende-se por uma área de 16,43 km². Em 2010 a comuna tinha 644 habitantes (densidade: 39,2 hab./km²).